# Friedrich Raine

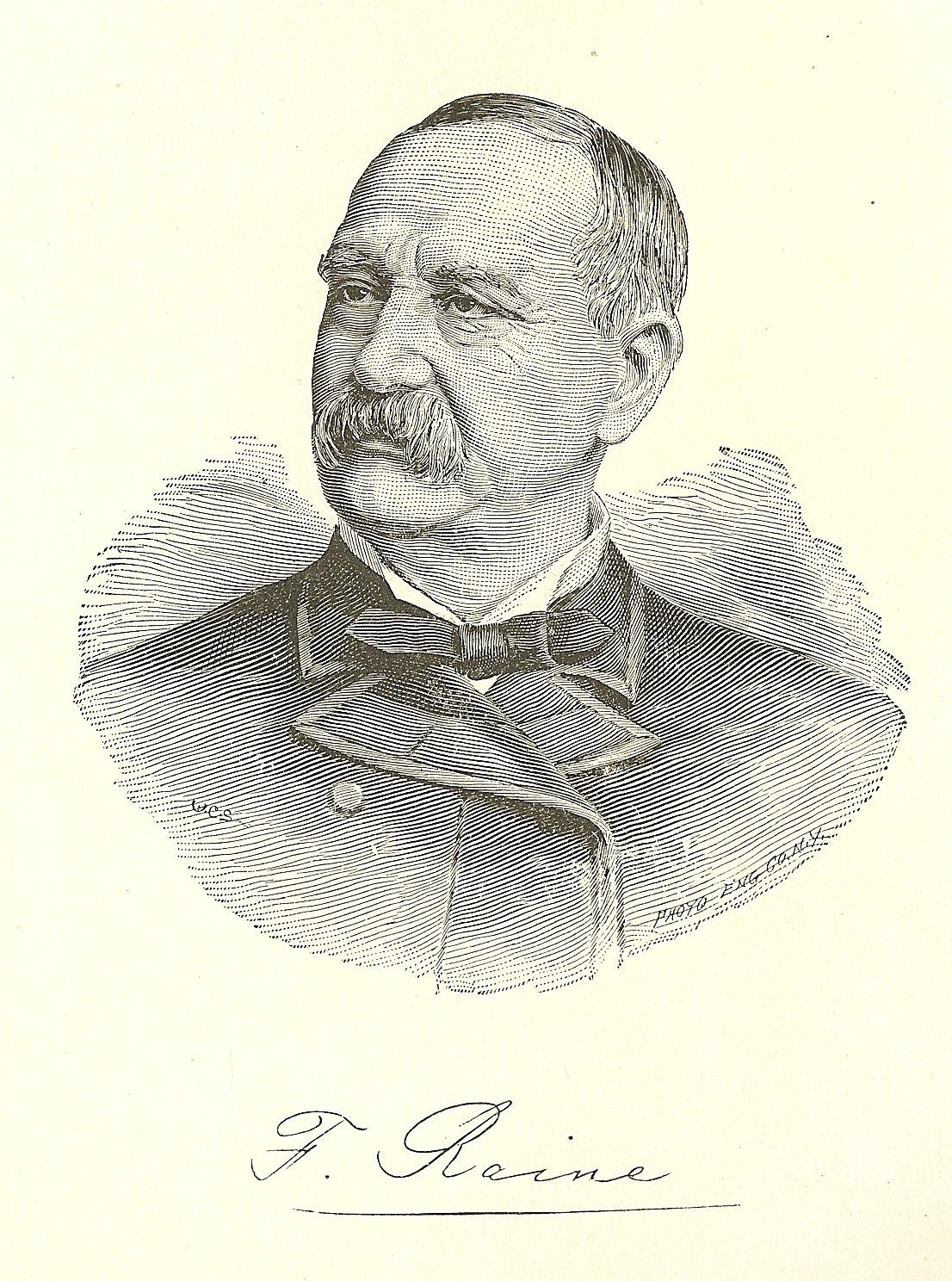
Friedrich Raine, 1887

Friedrich Raine, auch: Frederic Raine (* 13. Mai 1821 in Minden; † 26. Februar 1893 in Baltimore, Maryland) war ein deutsch-amerikanischer Verleger, Zeitungs-Herausgeber und Generalkonsul der Vereinigten Staaten in Berlin.

## Leben und Wirken
Raine wurde in Minden geboren und besuchte die dortige Bürgerschule. Gerade 13 Jahre alt, wurde er Lehrling in der Buchhandlung seines Onkels, F. Wundermann in Münster. Er erhielt Gelegenheit, an der in Wundermanns Verlag erscheinenden „Westphälischen Zeitung“ mitzuarbeiten. Nach Ende seiner Lehrzeit erhielt er ein Angebot, für die Verlagsbuchhandlung von F. A. Brockhaus in Leipzig zu arbeiten. Er schlug das Angebot aus, weil er beschlossen hatte, sein Glück in Amerika zu suchen.
Im Herbst 1840 folgte er seinem vier Jahre vorher mit seinem Bruder Wilhelm ausgewanderten Vater in die neue Welt. In Baltimore hatten Vater und Bruder ein religiöses Blättchen unter dem Titel „Die geschäftige Martha“ gegründet und unter dem Titel „Der demokratische Whig“ ein Wahlkampf-Blatt herausgegeben. Beide Unternehmen hatten jedoch keine Zukunft, so dass im Februar 1841 die beiden Brüder die Druckerei übernahmen, um ein politisches Wochenblatt in deutscher Sprache herauszugeben. Der jüngere Bruder Wilhelm ging bald in den Westen, und Anfang Mai 1841 gelang es Friedrich Raine, seinen „Deutschen Correspondenten“ regelmäßig erscheinen zu lassen.
Ein erster Versuch 1844, die Zeitung täglich erscheinen zu lassen, misslang; die Zeitung erschien fünf Jahre lang zwei oder drei Mal wöchentlich. Mit dem starken Anstieg der deutschsprachigen Immigration 1847/48 bildeten jedoch die Forty-Eighters eine stabile Leserschaft und Raine war im Stande, eine tägliche Zeitung herauszugeben. 1854 heiratete Friedrich Raine Pamelia Bull aus dem Harford County. Die Ehe blieb kinderlos.
Raine engagierte sich nun auch politisch. 1851 ernannte ihn Bürgermeister John Jerome zum Vertreter der Stadt Baltimore beim Empfang des ungarischen Patrioten Lajos Kossuth in New York. 1868 wurde er vom Gouverneur Oden Bowie zum Oberst in seinem Stab ernannt und trug seitdem den Titel Colonel. Im selben Jahr wurde er Stadtratsmitglied in Baltimore, wo er den Neunten Bezirk (Ward) vertrat. 1868 war er Vorsitzender des Stadtrats-Ausschusses bei der Ankunft des ersten deutschen Dampfers, der im Zuge des Abkommens zwischen der Baltimore and Ohio Railroad und dem Norddeutschen Lloyd die Strecke Bremerhaven–Baltimore eröffnete. Er war Vertreter Baltimores im Vorstand der Western Maryland Railway und Mitglied einer vom Bürgermeister Ferdinand Claiborne Latrobe ernannten Kommission zur Untersuchung des Zustandes und zur Reform der städtischen Schulen. Bei den Präsidentschaftswahlen der Jahre 1872 und 1876 war er Mitglied im Wahlmännerkollegium. 1872 führte er in Annapolis den Vorsitz und hielt die Gedächtnisrede auf den kurz nach der Wahl gestorbenen Horace Greeley.
Auch in der deutsch-amerikanischen Gemeinschaft war er stark engagiert. Beim Steubenfest, der Feier zum 150. Jubiläum und bei der Feier des „Deutschen Tages“ von 1890 in Baltimore und 1892 in Philadelphia hielt er die Festreden. Seinem Einfluss und seinen Anstrengungen war es wesentlich zuzuschreiben, dass der Unterricht in deutscher Sprache in städtischen Schulen Baltimores eingeführt wurde. Er half bei der Gründung sozialer Einrichtungen wie des „Allgemeinen Deutschen Waisenhauses“, des „Greisenheims“, der „Schützen-Gesellschaft“ und anderer deutsch-amerikanischer Vereine.
Im April 1885 ernannte ihn Präsident Grover Cleveland zum Generalkonsul der Vereinigten Staaten in Berlin, wo er für vier Jahre blieb. Nach seiner Rückkehr aus Berlin im Herbst 1889 konnte er im Mai 1891 im großen Kreis seinen 70. Geburtstag und zugleich das 50-jährige Jubiläum des Correspondenten feiern.
Am 24. Februar 1893 erlitt er einen leichten Schlaganfall und starb am folgenden Sonntagmorgen.

## Einzelnachweis
1. ↑  Freddy Litten: "Mustergültige Berichte" aus Berlin. Ein Blick in die mikroverfilmten despatches des amerikanischen Generalkonsuls Frederick Raine vor 125 Jahren. In: Bibliotheksmagazin. Heft 3, 2012, S. 12–17. (pdf)